# 10882 Shinonaga
10882 Shinonaga eller 1996 VG5 är en asteroid i huvudbältet som upptäcktes den 3 november 1996 av de båda japanska astronomerna Kazuro Watanabe och Kin Endate vid Kitami-observatoriet. Den är uppkallad efter Kouji Shinonaga.